# Umberto Spadaro
Umberto Spadaro (Ancona, 8 novembre 1904 – Roma, 12 ottobre 1981) è stato un attore italiano.

## Biografia
Umberto era figlio d'arte perché nato da due attori catanesi, Rocco e Rosalia, che recitavano nella compagnia di Giovanni Grasso. Si narra che il suo debutto avvenne a soli sei giorni di vita, fra le braccia di Angelo Musco. La sua più grande passione fu il teatro, anche se a questa alternò alcune importanti partecipazioni nel cinema. Professionalmente collaborò spesso con Turi Ferro, con cui sostenne la nascita del Teatro Stabile di Catania. Oggi la scuola di recitazione dello Stabile è intitolata al suo nome. Era fratello dell'attore Peppino Spadaro e delle attrici Grazia, Italia e Mariuccia Spadaro. Morì a Roma il 12 ottobre 1981 a 76 anni.

## Filmografia

Umberto Spadaro nel film Il gatto mammone (1975)

- San Giovanni decollato, regia di Amleto Palermi (1940)
- Senza cielo, regia di Alfredo Guarini (1940)
- Caravaggio, il pittore maledetto, regia di Goffredo Alessandrini (1941)
- Nozze di sangue, regia di Goffredo Alessandrini (1941)
- Catene invisibili, regia di Mario Mattoli (1942)
- Giorno di nozze, regia di Raffaello Matarazzo (1942)
- Il birichino di papà, regia di Raffaello Matarazzo (1943)
- Due cuori fra le belve, regia di Giorgio Simonelli (1943)
- Rita da Cascia, regia di Antonio Leonviola (1943)
- Vietato ai minorenni, regia di Mario Massa (1944)
- Macario contro Zagomar, regia di Giorgio Ferroni (1944)
- La fornarina, regia di Enrico Guazzoni (1944)
- Se vuoi goder la vita, regia di Riccardo Cassano (1946)
- Malacarne, regia di Pino Mercanti (1946)
- Furia, regia di Goffredo Alessandrini (1947)
- Il corriere di ferro, regia di Francesco Zavatta (1947)
- Legge di sangue, regia di Luigi Capuano (1947)
- Fumeria d'oppio, regia di Raffaello Matarazzo (1947)
- Anni difficili, regia di Luigi Zampa (1948)
- Patto col diavolo, regia di Luigi Chiarini (1948)
- I fuorilegge, regia di Aldo Vergano (1949)
- In nome della legge, regia di Pietro Germi (1949)
- Strano appuntamento, regia di Dezső Ákos Hamza (1950)
- Angelo tra la folla, regia di Leonardo De Mitri (1950)
- Il brigante Musolino, regia di Mario Camerini (1950)
- Amo un assassino, regia di Baccio Bandini (1951)
- Senza bandiera, regia di Lionello De Felice (1951)
- Buon viaggio, pover'uomo, regia di Giorgio Pàstina (1951)
- Lebbra bianca, regia di Enzo Trapani (1951)
- Serenata amara, regia di Pino Mercanti (1952)
- Cani e gatti, regia di Leonardo De Mitri (1952)
- L'angelo del peccato, regia di Leonardo De Mitri e Vittorio Carpignano (1952)
- Jolanda, la figlia del Corsaro Nero, regia di Mario Soldati (1953)
- Un marito per Anna Zaccheo, regia di Giuseppe De Santis (1953)
- I vinti, episodio I nostri figli, regia di Michelangelo Antonioni (1953)
- Riscatto, regia di Marino Girolami (1953)
- Lasciateci in pace, regia di Marino Girolami (1953)
- Cavalleria Rusticana, regia di Carmine Gallone
- Lacrime d'amore, regia di Pino Mercanti (1954)
- Canzone appassionata, regia di Giorgio Simonelli (1954)
- Don Camillo e l'onorevole Peppone, regia di Carmine Gallone (1955)
- Gli anni che non ritornano (La Meilleure part), regia di Yves Allégret (1955)
- La grande strada azzurra, regia di Gillo Pontecorvo (1957)
- Nella città l'inferno, regia di Renato Castellani (1959)
- I 4 monaci, regia di Carlo Ludovico Bragaglia (1962)
- Esame di guida (Tempo di Roma), regia di Denys de La Patellière (1963)
- Sedotta e abbandonata, regia di Pietro Germi (1963)
- Liolà, regia di Alessandro Blasetti (1963)
- Per un pugno di dollari, regia di Sergio Leone (1964)
- Sansone e il tesoro degli Incas, regia di Piero Pierotti (1964)
- FBI - Francesco Bertolazzi investigatore, regia di Ugo Tognazzi (1970)
- Lo voglio maschio, regia di Ugo Saitta (1971)
- La città del sole, regia di Gianni Amelio (1973)
- La sbandata, regia di Alfredo Malfatti (1974)
- I baroni, regia di Giampaolo Lomi (1975)
- Il gatto mammone, regia di Nando Cicero (1975)

## Prosa televisiva Rai
- Lu cavalieri Pidagna, regia di Umberto Benedetto, trasmessa il 18 marzo 1959.
- Cavalleria rusticana, regia di Ottavio Spadaro, trasmessa il 27 luglio 1967.
- Il segreto di Luca, regia di Ottavio Spadaro, trasmessa il 11 maggio 1969.
- La governante di Vitaliano Brancati, regia di Giorgio Albertazzi, trasmessa il 14 ottobre 1978.